# Cyclops tenuissimus
Cyclops tenuissimus – gatunek widłonoga z rodziny Cyclopidae. Nazwa naukowa gatunku została po raz pierwszy opublikowana w 1883 roku przez Clarence’a Luthera Herricka.